# Chrysomela anatolica
Chrysomela anatolica é uma espécie de artrópode pertencente à família Chrysomelidae.